# Al Fardan Residences
Al Fardan Residences, ook bekend als de Barjeel Tower of de Wind Tower, is een wolkenkrabber in Doha, Qatar. De bouw van de woontoren werd in 2009 voltooid. Het is 253,27 meter hoog en heeft een totale oppervlakte van 121.862 vierkante meter. Het bevat 64 bovengrondse en 2 ondergrondse verdiepingen. Het gebouw is door het Arab Engineering Bureau in postmoderne stijl ontworpen.